# Beau Geste (gruppo musicale)
I Beau Geste sono un supergruppo italiano di musica elettronica di carattere prevalentemente minimalista, studiata come colonna sonora per film e spettacoli teatrali.

## Storia
I Beau Geste nacquero nella seconda metà degli anni ottanta come supergruppo di due membri dei Litfiba, Antonio Aiazzi e Gianni Maroccolo e dal tastierista Francesco Magnelli che si unirono allo scopo di realizzare musica non convenzionale. Il loro album d'esordio pubblicato dalla Materiali Sonori nel 1990 ed intitolato Per il teatro raccoglieva una serie di composizioni realizzate tra il 1985 ed il 1988 come colonne sonore di spettacoli teatrali di vari autori: per la regia di Massimo Luconi gli spettacoli Mercier e Camier di Samuel Beckett (1986), Il Compagno dagli Occhi senza Cigli (1985) ed Il Notturno (1988) di Gabriele D'Annunzio, per la regia di Corso Salani lo spettacolo Danilo (1988), e "Une Vie Violente" (1988) di Pier Paolo Pasolini della compagnia teatrale I Borgatari.
Il loro secondo album, fu pubblicato nel 1990 con il titolo di Chaka ed era la colonna sonora dell'omonimo spettacolo teatrale, realizzato in collaborazione degli Africa X che ha visto la partecipazione del sassofonista Steven Brown dei Tuxedomoon.
Nel 1997 pubblicarono Il tetto del mondo,  concept album dedicato al Tibet.
Nel settembre 2014 è uscito un quarto lavoro Eneide di Krypton - Un nuovo canto colonna sonora dell'omonimo spettacolo teatrale cult negli anni ottanta realizzato dalla compagnia Krypton con musiche originali dei Litfiba pubblicate poi nell'album Eneide di Krypton. I brani sono stati riregristrati durante alcuni spettacoli dal vivo esvoltisi nel maggio 2014 al Teatro Studio di Scandicci e riarrangiati con la formazione storica a tre elementi: Aiazzi, Magnelli e Maroccolo.

## Discografia

### Album
- 1990 - Per il teatro (Materiali sonori)
- 1991 - Chaka (Materiali sonori) con gli Africa X
- 1997 - Il tetto del mondo (CPI)
- 2014 - Eneide, Un Nuovo Canto  (Tannen Records)